# Yamaha Y8950
Yamaha Y8950, также известная как MSX-Audio — электронный компонент, микросхема звукогенератора, разработанная компанией Yamaha в 1985 году для использования в звуковых картах стандарта MSX-Audio для бытовых компьютеров стандарта MSX.
Микросхема содержит в себе полный аналог микросхемы YM3526 (синтезатор на основе частотной модуляции), а также дополнительные возможности для воспроизведения цифрового звука с ADPCM-сжатием.

## Технические характеристики
- Синтезатор на основе частотной модуляции:
  - 9 каналов 2-х операторного синтеза
  - Также доступен режим 6-канального синтезатора плюс 5 ударных инструментов
  - Одна доступная форма сигнала генераторов (синусоидальная)
- Цифровой звук:
  - Один 8-разрядный канал воспроизведения цифрового звука, сжатого методом ADPCM
  - Максимальная частота дискретизации 16 КГц
  - Возможность подключения ОЗУ или ПЗУ различного объёма для хранения семплов
- Прочее:
  - Монофонический звук